# Amatenango del Valle
Amatenango del Valle est une municipalité du Chiapas, au Mexique. Elle couvre une superficie de 236 km2 et compte 9 913 habitants en 2015.